# Pentobarbital
El pentobarbital és una droga de la família dels barbitúrics que es pot trobar en forma d'àcid o de sal (la forma salina és poc soluble en aigua i etanol). Una marca comercial per a aquesta droga és el Nembutal, usada per primera vegada el 1930, comercialitzada en forma de sal de sodi.

## Ús

### Aprovat
L'administració oral en humans ha estat aprovada per tractar les convulsions i per fer la sedació preoperatòria; també està aprovat com a hipnòtic a curt termini.
A França i Països Baixos ja no s'utilitzen ni com a sedant preoperatori ni per tractar l'insomni.

### No aprovat
Els usos no aprovats del pentobarbital inclouen la reducció de la pressió intracranial en la síndrome de Reye, lesions craneoencefàliques i inducció del coma en pacients amb isquèmia cerebral.

### Medicina veterinària
En medicina veterinària, el pentobarbital sòdic -comercialitzat sota noms com Sagatal- és usat com a anestèsic.

### Eutanàsia veterinària
És usat sol o en combinació amb altres agents com la fenitoïna, en solucions comercials injectables per a l'eutanàsia animal. Alguns noms comercials són Euthasol, Euthatal, Euthanyl (a Canadà), Beuthanasia-D, i Fatal Plus.

### Eutanàsia en humans
Als Països Baixos s'utilitza un elixir de pentobarbital com a alternativa pels pacients que volen prendre els barbitúrics necessaris per al còctel letal, en comptes d'administrar-la intravenosa, on s'utilitza el tiopental. El pentobarbital no s'utilitza per res més en clínica als Països Baixos.
El pentobarbital també s'ha utilitzat per al suïcidi assistit. És utilitzat freqüentment a Oregon per aquest propòsit, i també és utilitzat per a l'eutanàsia pel grup Dignitas. El pentobarbital es va usar per a aquest propòsit al nord del territori australià, abans que l'eutanàsia es convertís en il·legal.

### Pena de mort
A la Xina i als Estats Units s'utilitzen injeccions letals de pentobarbital per a executar presoners condemnats a mort.

## Metabolisme
El pentobarbital és metabolitzat en la major part pel fetge, i és sotmès a una primera metabolització abans que arribi a la circulació sistèmica.

## Interaccions
L'administració d'alcohol, opioids, antihistamínics o altres sedants-hipnòtics, i altres depressors del sistema nerviós central incrementen en gran manera el poder sedatiu del pentobarbital.